# Ohlone
Mercurio

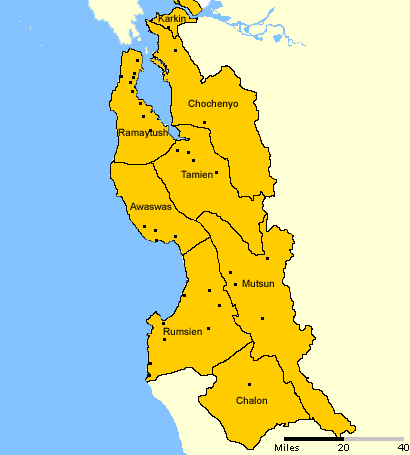
Mapa de las lenguas Costano.

Ohlone es el nombre colectivo dado a las tribus de la bahía de San Francisco, también conocidos como costanos (Costanoans en inglés), lingüísticamente emparentados con los miwok e incluidos en el grupo uti de la macrofamilia penutí. Las tribus habitaban áreas desde la costa de San Francisco hasta la Bahía de Monterey y el valle bajo de Salinas. La familia de tribus Ohlone ha estado viviendo en el Área de la Bahía durante 10,000 años. Se dividían en numerosas tribus (ahwaste, altahmo, ansaime, aulintac, chalone, costanos, kalindaruk, karkin, mutsun, olhon, romonanos, rumsen, saklan, thomien, tulomo, y wacharon) agrupadas en dos grupos:
- Los del norte, que ocupaban las misiones de San Francisco de Asís, San José, Santa Clara y Santa Cruz.
- Los del sur, que ocupaban las misiones de San Juan Bautista, Soledad, San Carlos y Monterrey.

Ocupaban el territorio de la costa californiana entre Monterrey y el Golden Gate.

## Demografía
En 1910 solo quedaban 17, y durante mucho tiempo se les consideró desaparecidos. Sin embargo, según el censo de 2000, había 1484 costanos autodeclarados, más 236 mestizados con otras tribus, 994 mestizados con otras razas y 123 mestizados con otras razas y otras tribus. En total, 2837 individuos.

## Costumbres

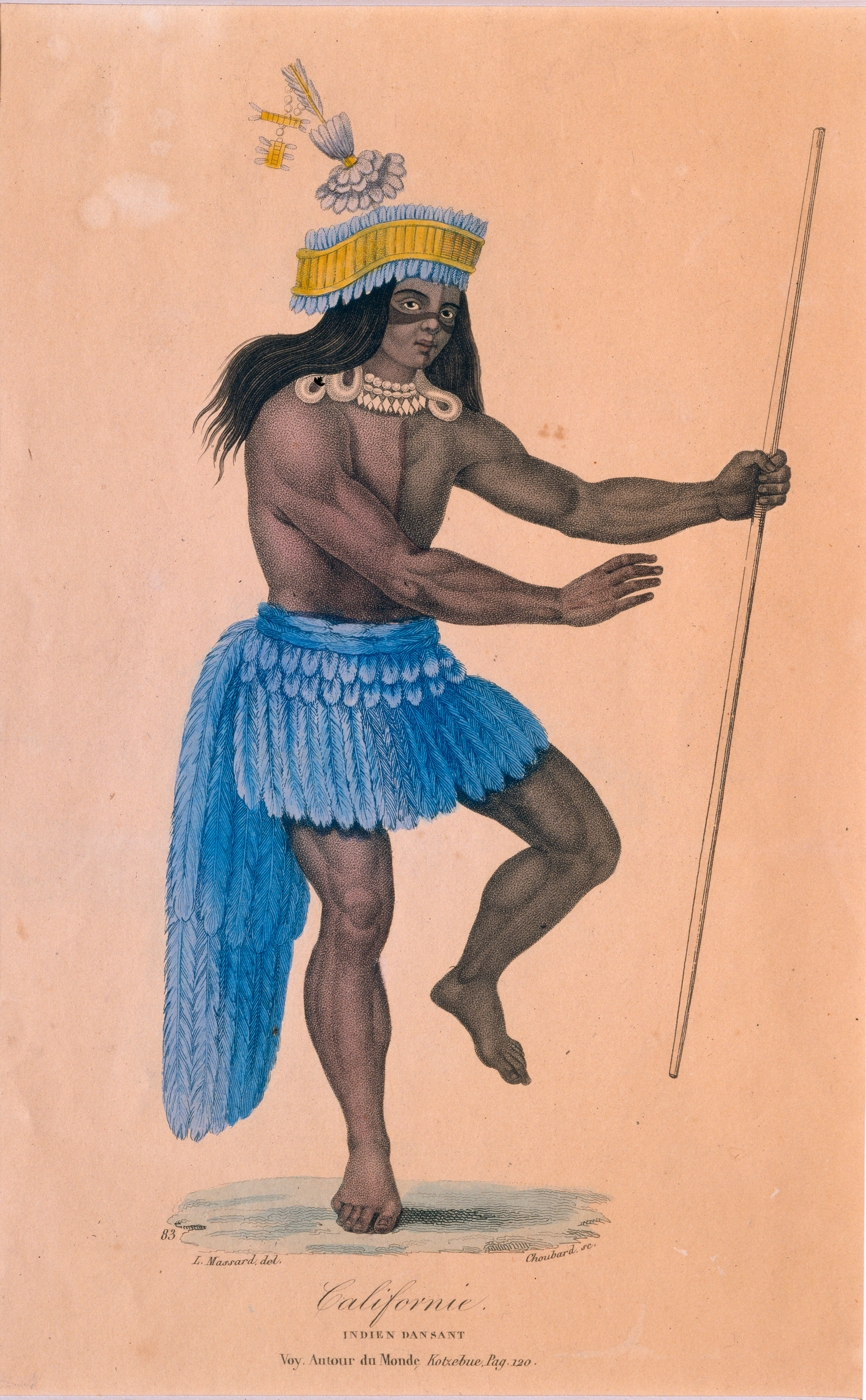
Un baile tradicional del Ohlone

Se dividían en poblados autónomos, cada uno con su caudillo y sin cohesión política. Solo más tarde estos grupos fueron identificados en las bases de aproximación en las misiones franciscanas establecidas entre ellos, de las cuales tomaron el nombre. También estaban los San Pablo, que no tenían misión. Cada grupo tenía su propia lengua, que se caracterizaba porque el nombre no tenía valores diferentes, por el uso de la numeración quinaria, por los plurales con sufijos y por no tener flexión posesiva.
Era gente empobrecida. El mar y los arroyos eran su principal fuente de alimentación, ya que les proveían de moluscos, salmones, mamíferos marinos y algas. Además, cazaban conejos, perros, osos, focas, roedores, mofetas y ciervos, pescaban con redes y recogían bellotas, zanahorias, semillas y otros frutos. 
Tanto el matrimonio como el divorcio eran sencillos, sin ceremonial. Y durante las 20 semanas tras el parto mantenían abstinencia sexual.
Sus viviendas eran palos cubiertos de estopa; las mujeres llevaban un delantal que las cubría por delante y atrás; los hombres iban desnudos, cubiertos con capas de piel de ciervo y conejo o plumas de pato. A veces se guardaban del frío con barro. Se tatuaban para indicar el clan al que pertenecían. Los hombres se ponían un hueso en la nariz y las mujeres pendientes de plumas, abalorios o hierba. 
Adoraban al sol, al cual sacrificaban bellotas, semillas, flechas y dardos emplumados. También adoraban a las secuoyas. El cuerpo de un enemigo muerto durante el combate era mutilado, y parte de su carne era comida por el que le había matado y por sus parientes, a fin de adquirir su fuerza. También tenían cantos de guerra y una animadversión muy violenta contra los enemigos. 
Consideraban ciertos tabúes a la hora de comer, referentes a los partos y a las embarazadas, tenían rituales de pubertad femenina y la sociedad Datura, con rituales masculinos de adolescencia.

## Historia
En 1579 recibieron a sir Francis Drake. A finales del siglo XVIII, la expedición de fray Junípero Serra y Gaspar de Portolá les internó en misiones donde adoptaron el catolicismo y aprendieron a cultivar la tierra y atender al ganado. Hacia 1770 se fundaron las misiones de San Carlos, Soledad, San Juan Bautista, Santa Cruz, Santa Clara, San José y Dolores en su territorio. En 1834 el gobierno mexicano se apropió del terreno de las misiones, y los indios se quedaron sin tierra. Desde entonces adoptaron la manera de vivir mexicana, lo cual les dificultó identificarse como indios. En 1846 fueron incorporados pacíficamente a los EE. UU., pero desde 1851 los comisionados indios confiscaron la tierra, sobre todo tras el descubrimiento de oro en 1858.
El jefe Tiburcio, hijo del jefe de los sumu de San Francisco, dirigió la tribu de 1834 a 1875. Y a su muerte, su hija Josefa Silva, de 1875 a 1927. Entonces los miembros de la tribu se habían mezclado por matrimonio con los cahuilla, serrano, chumash, yaqui, gabrielino y diegueño. Enrique Rodríguez lo fue de 1927 a 1954, y con su sucesora Irena López de 1954 a 1985 lucharon por el reconocimiento oficial de la tribu. Anthony Miranda fue jefe de 1985 a 1993. Desde entonces el jefe de los Costano Rumsen ha sido Tony Cerda.